# Bredmosseskogens naturreservat
Bredmosseskogens naturreservat är ett naturreservat i Habo kommun i Jönköpings län.
Området avsattes som naturreservat 2025 och omfattar 31 hektar. Det är beläget nordost om Mullsjö samhälle och består av sandtallskog, barrblandskog, myrar och sjöar.